# قرة عمر
قرة عمر هي قرية في مقاطعة تكاب، إيران. يقدر عدد سكانها بـ 228 نسمة بحسب إحصاء 2016.